# Otoemon Hiroeda
Otoemon Hiroeda (廣枝 音右衛門) (23 décembre 1905 - 23 février 1945) est un officier de police japonais posté à Taïwan. Durant la guerre du Pacifique, aux Philippines, il désobéit à l'ordre de lancer une attaque suicide et de sacrifier ses 2 000 soldats taïwanais de l'armée impériale japonaise avant de se suicider lui-même. Son action lui vaut d'être honoré sur une tablette mortuaire au temple Quanhua à Taïwan.

## Biographie
Né en 1905 dans le village de Kataura (aujourd'hui dans la ville d'Odawara) dans la préfecture de Kanagawa, Hiroeda est scolarisé au lycée junior Kaisei à Zushi et commence à préparer son entrée à l'université. En avril 1928, il entre à l'école d'élève-officier et est assigné à la 57e division basée à Sakura. Il atteint le grade de sergent au moment de sa décharge puis devient enseignant dans une école primaire de Yugawara. En 1930, il passe l'examen pour devenir officier de police et part travailler pour le gouverneur-général de Taïwan.
À Taïwan, Hiroeda sert comme assistant-inspecteur au commissariat de Shichiku (Hsinchu) dans la préfecture de Shinchiku (en) de 1939 à 1940, au même poste au commissariat du comté d'Ōtani (Daxi) en 1941, et comme inspecteur au commissariat du comté d'Ōko (Dahu) en 1942.
Par la suite, Hiroeda sert comme chef du gouvernement local à Zhunan dans le comté de Miaoli. En pleine guerre du Pacifique, Hiroeda est nommé commandant d'un escadron de patrouille naval composé de 2 000 soldats taïwanais. En 1943, Hiroeda et ses hommes montent à bord d'un navire marchand aménagé (le Busho Maru) à Takao d'où ils partent pour Cavite sur l'île philippine de Luçon. En février 1945, les forces américaines atteignent la capitale Manille. Les forces japonaises encerclées sont lentement forcées de se replier, et Hiroeda reçoit l'ordre d'équiper ses soldats taïwanais de bâtons où sont attachés des explosifs pour effectuer une charge suicide contre les chars ennemis. Cependant, il refuse d'exécuter cet ordre et, avec son sergent taïwanais Liu Wei-tian (1922-2013), commencent des négociations secrètes avec les forces américaines. Dans l'après-midi du 23 février, Hiroeda ordonne à ses hommes de se rendre aux Américains en leur disant : « Vous êtes Taïwanais et avez sans doute des femmes, des parents, et des frères et sœurs qui vous attendent chez vous. Il est malheureux que nous ne rentrions pas tous ensemble mais vous au moins allez rentrer vivants à la maison. Je suis Japonais et j'assume la responsabilité de tout cela ». Hiroeda se suicide alors par arme à feu à 39 ans.

## Postérité
À partir de 1976, Liu Wei-tian organise une cérémonie commémorative annuelle en l'honneur de Hiroeda et demande également qu'il soit célébré au temple Quanhua. En 1985, Liu retourne sur le site du suicide de Hiroeda à Manille, et ramasse une poignée de terre pour remettre aux proches de Hiroeda (pour remplacer les restes de Hiroeda qui n'ont jamais été redécouverts). En 1988, l'autorisation est accordée d'ajouter le nom de la femme de Hiroeda, Fumi Hiroeda, à la tablette mortuaire. Après la mort de Liu en 2013, son beau-fils continue de rester en contact avec les proches et amis de Hiroeda qui se rendent régulièrement à Taïwan pour prier au temple Quanhua.